# فیلم ترسناک

صحنه‌ای از نوسفراتو فیلم ترسناک محصول ۱۹۲۲

فیلم ترسناک یکی از ژانرهای فیلم است که در ابتدا خیلی تحت تأثیر فیلم‌های اکسپرسیونیسم قرار داشت. در این ژانر از عناصر ترس، نفرت و وحشت استفاده شده است. در این‌گونه فیلم‌ها از صحنه‌های خوفناک، ترسناک و فراطبیعی استفاده شده و معمولاً با ژانرهای فانتزی و علمی-تخیلی تداخل دارند. این ژانر شباهت نزدیکی نیز با ژانر دلهره‌آور دارد. در فیلم ترسناک با استفاده از وحشت از ناشناخته‌ها و کابوس‌ها، ترس به بیننده القا می‌شود. استفاده از نورهای پر کنتراست، فضاهای مرموز و مه‌آلود، موسیقی دلهره‌آور و همچنین نورپردازی با مایه‌های تیره از ویژگی‌های دیگر این گونه است.
اولین فیلم‌های این ژانر از سال ۱۸۹۰ تولید شدند. در اولین فیلم‌های ترسناک، معمولاً موجودی فراطبیعی و ناشناخته یا حیوانی خطرناک شخصیت منفی (شرور) داستان بود. شروع ساخت فیلم‌هایی که ترس مستقیم انسان از انسان را نشان می‌دهند، به دهه ۶۰ میلادی و فیلم روانی ساخته آلفرد هیچکاک، که از نظر خیلی‌ها بزرگ‌ترین کارگردان این سبک است، برمی‌گردد. بعدها، فیلم درخشش هم توسط استنلی کوبریک ساخته شد؛ که آن نیز از بزرگ‌ترین فیلم‌های ترسناک به حساب می‌آید. فیلم‌های ترسناک، زیرشاخه‌های گوناگونی دارند؛ که فیلم اسلشر و فیلم روان‌شناختی از محبوب‌ترین آن‌ها هستند. در فیلم‌های ترسناک روان‌شناختی (به انگلیسی: psychological horror film)، به ندرت از خشونت یا خون استفاده می‌شود؛ در فیلم‌های روانی و حلقه نیز از همین سبک استفاده شده است. فیلم‌های اسلشر (به انگلیسی: Slasher Movie)، از خشونت بسیار زیاد و معمولاً از دست دادن اعضای بدن، تکه‌تکه شدن و… استفاده می‌کنند. از معروف‌ترین فیلم‌های ژانر اسلشر، می‌توان به بدبو، مقصد نهایی، هالووین، و سری فیلم‌های اره و پیچ اشتباه و
تپه‌ها چشم دارند اشاره کرد. از دیگر زیر مجموعه‌های فیلم‌های ترسناک که در حال احیای دوباره است می‌توان به فیلم ترسناک فولکلور اشاره داشت، که از کرامپوس، لیورونا، آیین، کندی من، شیون، بابادوک، زن جهنمی، انتلرز، میدسامر، جادوگر به عنوان مهم‌ترین فیلم‌های این ژانر می‌توان نام برد.

## پرفروش‌ترین فیلم‌های ترسناک
| رتبه | فیلم                                      | ناخالص جهانی | سال  | فرانشیز یا زمینه           | Ref    |
| ---- | ----------------------------------------- | ------------ | ---- | -------------------------- | ------ |
| ۱    | آن                                        | $۷۰۰٬۳۸۱٬۷۵۹ | ۲۰۱۷ | آن                         | [ ۴ ]  |
| ۲    | حس ششم                                    | $۶۷۲٬۸۰۶٬۲۹۲ | ۱۹۹۹ | —                          | [ ۵ ]  |
| ۳    | جنگ دنیاها                                | $۶۰۳٬۸۷۳٬۱۱۹ | ۲۰۰۵ | جنگ دنیاها                 | [ ۶ ]  |
| ۴    | من افسانه هستم                            | $۵۸۵٬۳۴۹٬۰۱۰ | ۲۰۰۷ | من افسانه هستم             | [ ۷ ]  |
| ۵    | کونگ: جزیره جمجمه                         | $۵۶۶٬۶۵۲٬۸۱۲ | ۲۰۱۷ | دنیای سینمایی هیولاها      | [ ۸ ]  |
| ۶    | کینگ کونگ                                 | $۵۶۲٬۳۶۳٬۴۴۹ | ۲۰۰۵ | کینگ کونگ                  | [ ۹ ]  |
| ۷    | جنگ جهانی زد                              | $۵۴۰٬۰۰۷٬۸۷۶ | ۲۰۱۳ | جنگ جهانی Z                | [ ۱۰ ] |
| ۸    | مگ                                        | $۵۳۰٬۲۴۳٬۷۴۲ | ۲۰۱۸ | مگ: رمانی از ترس عمیق      | [ ۱۱ ] |
| ۹    | گودزیلا                                   | $۵۲۹٬۰۷۶٬۰۶۹ | ۲۰۱۴ | دنیای سینمایی هیولاها      | [ ۱۲ ] |
| ۱۰   | شیطان‌کش: فیلم کیمتسو نو یائیبا: قطار موگن | $۵۰۳٬۰۴۸٬۴۷۱ | ۲۰۲۰ | شیطان کش: کیمتسو نو یائیبا | [ ۱۳ ] |
| ۱۱   | آن: بخش دوم                               | $۴۷۳٬۰۹۳٬۲۲۸ | ۲۰۱۹ | آن                         | [ ۱۴ ] |
| ۱۲   | آرواره‌ها                                  | $۴۷۰٬۶۵۳٬۰۰۰ | ۱۹۷۵ | آرواره‌ها                   | [ ۱۵ ] |
| ۱۳   | گودزیلا در برابر کونگ                     | $۴۶۵٬۷۶۳٬۱۳۳ | ۲۰۲۱ | دنیای سینمایی هیولاها      | [ ۱۶ ] |
| ۱۴   | جن‌گیر                                     | $۴۴۱٬۳۰۶٬۱۴۵ | ۱۹۷۳ | سری جن‌گیر                  | [ ۱۷ ] |
| ۱۵   | بازگشت مومیایی                            | $۴۳۳٬۰۱۳٬۲۷۴ | ۲۰۰۱ | مومیایی                    | [ ۱۸ ] |
| ۱۶   | مومیایی                                   | $۴۱۵٬۹۳۳٬۴۰۶ | ۱۹۹۹ | مومیایی                    | [ ۱۹ ] |
| ۱۷   | مومیایی                                   | $۴۰۹٬۲۳۱٬۶۰۷ | ۲۰۱۷ | مومیایی                    | [ ۲۰ ] |
| ۱۸   | نشانه‌ها                                   | $۴۰۸٬۲۴۷٬۹۱۷ | ۲۰۰۲ | —                          | [ ۲۱ ] |
| ۱۹   | پرومتئوس                                  | $۴۰۳٬۳۵۴٬۴۶۹ | ۲۰۱۲ | بیگانه                     | [ ۲۲ ] |
| ۲۰   | مومیایی: مقبره امپراتور اژدها             | $۴۰۱٬۱۲۸٬۶۳۹ | ۲۰۰۸ | مومیایی                    | [ ۲۳ ] |
| ۲۱   | گودزیلا: سلطان هیولاها                    | $۳۸۵٬۹۰۰٬۱۳۸ | ۲۰۱۹ | دنیای سینمایی هیولاها      | [ ۲۴ ] |
| ۲۲   | راهبه                                     | $۳۶۵٬۵۵۰٬۱۱۹ | ۲۰۱۸ | دنیای سینمایی احضار        | [ ۲۵ ] |
| ۲۳   | هانیبال                                   | $۳۵۱٬۶۹۲٬۲۶۸ | ۲۰۰۱ | هانیبال لکتر               | [ ۲۶ ] |
| ۲۴   | یک مکان ساکت                              | $۳۴۰٬۹۳۹٬۳۶۱ | ۲۰۱۸ | یک مکان ساکت               | [ ۲۷ ] |
| ۲۵   | احضار ۲                                   | $۳۲۰٬۳۹۲٬۸۱۸ | ۲۰۱۶ | دنیای سینمایی احضار        | [ ۲۵ ] |
| ۲۶   | احضار                                     | $۳۱۹٬۴۹۴٬۶۳۸ | ۲۰۱۳ | دنیای سینمایی احضار        | [ ۲۵ ] |
| ۲۷   | رزیدنت ایول: قسمت پایانی                  | $۳۱۲٬۲۴۲٬۶۲۶ | ۲۰۱۷ | رزیدنت ایول                | [ ۲۸ ] |
| ۲۸   | آنابل: آفرینش                             | $۳۰۶٬۵۱۵٬۸۸۴ | ۲۰۱۷ | دنیای سینمایی احضار        | [ ۲۵ ] |
| ۲۹   | ون هلسینگ                                 | $۳۰۰٬۲۵۷٬۴۷۵ | ۲۰۰۴ | دراکولا                    | [ ۲۹ ] |
| ۳۰   | رزیدنت ایول: زندگی پس از مرگ              | $۳۰۰٬۲۲۸٬۰۸۴ | ۲۰۱۰ | رزیدنت ایول                | [ ۳۰ ] |
| ۳۱   | یک مکان ساکت: بخش ۲                       | $۲۹۶٬۳۲۴٬۱۶۹ | ۲۰۲۱ | یک مکان ساکت               | [ ۳۱ ] |
| ۳۲   | جزیره شاتر                                | $۲۹۴٬۸۰۴٬۱۹۵ | ۲۰۱۰ | جزیره شاتر                 | [ ۳۲ ] |
| ۳۳   | شکافته                                    | $۲۷۸٬۴۵۴٬۳۵۸ | ۲۰۱۷ | آسیب‌ناپذیر                 | [ ۳۳ ] |
| ۳۴   | فیلم ترسناک                               | $۲۷۸٬۰۱۹٬۷۷۱ | ۲۰۰۰ | فیلم ترسناک                | [ ۳۴ ] |
| ۳۵   | سکوت بره‌ها                                | $۲۷۲٬۷۴۲٬۹۲۲ | ۱۹۹۱ | کلاریس استارلینگ           | [ ۳۵ ] |
| ۳۶   | آنابل                                     | $۲۵۷٬۰۴۷٬۶۶۱ | ۲۰۱۴ | دنیای سینمایی احضار        | [ ۲۵ ] |
| ۳۷   | روستا                                     | $۲۵۶٬۶۹۷٬۵۲۰ | ۲۰۰۴ | —                          | [ ۳۶ ] |
| ۳۸   | هالووین                                   | $۲۵۵٬۴۹۸٬۵۳۶ | ۲۰۱۸ | هالووین                    | [ ۳۷ ] |
| ۳۹   | برو بیرون                                 | $۲۵۵٬۴۰۷٬۶۶۳ | ۲۰۱۷ | —                          | [ ۳۸ ] |
| ۴۰   | ما                                        | $۲۵۴٬۷۳۲٬۱۵۰ | ۲۰۱۹ | —                          | [ ۳۹ ] |
| ۴۱   | پروژه جادوگر بلر                          | $۲۴۸٬۶۳۹٬۰۹۹ | ۱۹۹۹ | جادوگر بلر                 | [ ۴۰ ] |
| ۴۲   | حلقه                                      | $۲۴۸٬۲۱۸٬۴۸۶ | ۲۰۰۲ | حلقه                       | [ ۴۱ ] |
| ۴۳   | آسیب‌ناپذیر                                | $۲۴۸٬۱۱۸٬۱۲۱ | ۲۰۰۰ | آسیب‌ناپذیر                 | [ ۴۲ ] |
| ۴۴   | شیشه                                      | $۲۴۶٬۹۸۵٬۵۷۶ | ۲۰۱۹ | آسیب‌ناپذیر                 | [ ۴۳ ] |
| ۴۵   | سایه‌های سیاه                              | $۲۴۵٬۵۲۷٬۱۴۹ | ۲۰۱۲ | سایه‌های تاریک              | [ ۴۴ ] |
| ۴۶   | بیگانه: کاوننت                            | $۲۴۰٬۸۹۱٬۷۶۳ | ۲۰۱۷ | بیگانه                     | [ ۴۵ ] |
| ۴۷   | رزیدنت ایول: قصاص                         | $۲۴۰٬۰۰۴٬۴۲۴ | ۲۰۱۲ | رزیدنت ایول                | [ ۴۶ ] |
| ۴۸   | کنستانتین                                 | $۲۳۰٬۸۸۴٬۷۲۸ | ۲۰۰۵ | هل‌بلیزر                    | [ ۴۷ ] |
| ۴۹   | آنابل به خانه می‌آید                       | $۲۲۸٬۵۵۲٬۵۹۱ | ۲۰۱۹ | دنیای سینمایی احضار        | [ ۴۸ ] |
| ۵۰   | مصاحبه با خون‌آشام                         | $۲۲۳٬۶۶۴٬۶۰۸ | ۱۹۹۴ | تواریخ خون‌آشام             | [ ۴۹ ] |

### رده‌ها
- فیلم‌های ترسناک بر پایهٔ: دهه، دورهٔ زمانی، سال، سبک، قالب، گونه، مجموعه، کشور
- موضوعات: دربارهٔ پرندگان، دربارهٔ هالووین، دربارهٔ ترس
- شخصیت‌ها: گرگینه‌ها، شیطان‌ها
- فیلم‌های ترسناک اقتباس شده از رمان‌های ترسناک، رویدادهای واقعی
- ژانرها: کمدی ترسناک، کوتاه ترسناک، بازخلق‌شده، گمشده
- فهرست‌ها: مجموعه‌فیلم‌ها، فیلم‌های ویدئویی، کارگردانان